# Cyclomia marsitata
Cyclomia marsitata är en fjärilsart som beskrevs av Heinrich Benno Möschler 1890. Cyclomia marsitata ingår i släktet Cyclomia och familjen mätare. Inga underarter finns listade i Catalogue of Life.